# Vicariato apostólico de Napo
El vicariato apostólico de Napo (en latín: Vicariatus Apostolicus Napensis) es una circunscripción eclesiástica de la Iglesia católica en Ecuador. Se trata de un vicariato apostólico latino, inmediatamente sujeto a la Santa Sede. Desde el 31 de mayo de 2023 es sede vacante y su administrador apostólico es el obispo Jesús Esteban Sádaba Pérez, de la Orden de los Hermanos Menores Capuchinos.

## Territorio y organización
El vicariato apostólico tiene 24 600 km² y extiende su jurisdicción sobre los fieles católicos de rito latino residentes en la provincia de Napo y parte de las provincias de Orellana (Loreto y Puerto Murialdo) y Pastaza (Santa Clara y Arajuno).
La sede del vicariato apostólico se encuentra en la ciudad de Tena, en donde se halla la Catedral de San José. 
En 2022 en el vicariato apostólico existían 22 parroquias.

## Historia
El vicariato apostólico fue erigido el 7 de febrero de 1871 obteniendo el territorio de la arquidiócesis de Quito.
El 4 de octubre de 1886 cedió una porción de su territorio para la erección de la prefectura apostólica de Canelos y Macas (hoy vicariato apostólico de Puyo).
El 17 de febrero de 1893 cedió una porción de su territorio para la erección del entonces vicariato apostólico de Méndez y Gualaquiza y del vicariato apostólico de Zamora.
El 16 de abril de 1924 cedió una porción de su territorio para la erección en aquel momento de la prefectura apostólica de San Miguel de Sucumbíos mediante el breve Ex hac beati del papa Pío XI.
El 16 de noviembre de 1953 cedió otra porción de su territorio para la erección de la entonces prefectura apostólica de Aguarico mediante la bula Ex quo tempore del papa Pío XII.

## Estadísticas
Según el Anuario Pontificio 2023 el vicariato apostólico tenía a fines de 2022 un total de 154 870 fieles bautizados.
| Año                                                                             | Población            | Población | Población      | Sacerdotes | Sacerdotes    | Sacerdotes    | Bautizados por sacerdote | Diáconos permanentes | Religiosos | Religiosos | Parroquias |
| Año                                                                             | Bautizados católicos | Total     | % de católicos | Total      | Clero secular | Clero regular | Bautizados por sacerdote | Diáconos permanentes | Varones    | Mujeres    | Parroquias |
| ------------------------------------------------------------------------------- | -------------------- | --------- | -------------- | ---------- | ------------- | ------------- | ------------------------ | -------------------- | ---------- | ---------- | ---------- |
| 1950                                                                            | 20 000               | 22 000    | 90.9           | 13         |               | 13            | 1538                     |                      | 28         | 26         | 5          |
| 1966                                                                            | 28 000               | 30 000    | 93.3           | 24         | 2             | 22            | 1166                     |                      | 33         | 61         | 13         |
| 1968                                                                            | ?                    | ?         | ?              | 25         |               | 25            | ?                        |                      | 38         | 68         | 15         |
| 1976                                                                            | 41 000               | 45 000    | 91.1           | 28         | 1             | 27            | 1464                     |                      | 36         | 76         | 22         |
| 1980                                                                            | 49 000               | 53 000    | 92.5           | 28         |               | 28            | 1750                     |                      | 36         | 73         | 16         |
| 1990                                                                            | 71 330               | 82 315    | 86.7           | 25         | 1             | 24            | 2853                     |                      | 31         | 62         | 18         |
| 1999                                                                            | 90 252               | 104 968   | 86.0           | 26         | 4             | 22            | 3471                     |                      | 26         | 76         | 20         |
| 2000                                                                            | 93 037               | 108 884   | 85.4           | 26         | 5             | 21            | 3578                     |                      | 26         | 77         | 19         |
| 2001                                                                            | 92 041               | 107 251   | 85.8           | 26         | 5             | 21            | 3540                     |                      | 26         | 74         | 19         |
| 2002                                                                            | 93 069               | 109 069   | 85.3           | 21         | 4             | 17            | 4431                     |                      | 23         | 74         | 19         |
| 2003                                                                            | 86 837               | 103 497   | 83.9           | 25         | 6             | 19            | 3473                     | 1                    | 23         | 72         | 19         |
| 2004                                                                            | 82 923               | 99 242    | 83.6           | 26         | 5             | 21            | 3189                     |                      | 26         | 69         | 19         |
| 2010                                                                            | 97 000               | 111 000   | 87.4           | 26         | 10            | 16            | 3730                     |                      | 20         | 55         | 20         |
| 2014                                                                            | 95 113               | 118 584   | 80.2           | 25         | 12            | 13            | 3804                     |                      | 15         | 60         | 18         |
| 2017                                                                            | 126 101              | 145 867   | 86.4           | 28         | 16            | 12            | 4503                     |                      | 14         | 46         | 20         |
| 2020                                                                            | 140 539              | 157 230   | 89.4           | 20         | 11            | 9             | 7026                     |                      | 13         | 63         | 22         |
| 2022                                                                            | 154 870              | 174 450   | 88.8           | 29         | 21            | 8             | 5340                     |                      | 9          | 55         | 22         |
| Fuente: Catholic-Hierarchy, que a su vez toma los datos del Anuario Pontificio. |                      |           |                |            |               |               |                          |                      |            |            |            |

## Episcopologio
- Emilio Cecco, C.S.I. † (4 de mayo de 1931-1938 renunció)
- Giorgio Rossi, C.S.I. † (23 de mayo de 1938-22 de enero de 1941 falleció)
- Maximiliano Spiller, C.S.I. † (12 de noviembre de 1941-27 de abril de 1978 retirado)
- Julio Parise Loro, C.S.I. † (27 de abril de 1978-2 de agosto de 1996 retirado)
- Paolo Mietto, C.S.I. † (2 de agosto de 1996 por sucesión-11 de junio de 2010 retirado)
- Celmo Lazzari, C.S.I. (11 de junio de 2010-21 de noviembre de 2013 nombrado vicario apostólico de San Miguel de Sucumbíos)
- Adelio Pasqualotto, C.S.I. (12 de diciembre de 2014-31 de mayo de 2023 renunció)
  - Jesús Esteban Sádaba Pérez, O.F.M.Cap., desde el 31 de mayo de 2023 (administrador apostólico)